# Belkacem Babaci
Pour les articles homonymes, voir Belkacem.
Belkacem Babaci est un historien, écrivain algérien, et un ancien maquisard de la guerre d'Algérie, né le 5 décembre 1939  à Alger et mort le 10 septembre 2019 à Alger. Il est considéré comme une icône de l’historiographie de La casbah d’Alger,.

## Biographie
Belkacem Babaci est né à Sabbat El Hout (Voûte aux poissons), l'actuel palais des Raïs à Alger. Avant même d'avoir 20 ans, Belkacem Babaci décide d'interrompre ses études et rejoint le FLN algérien; il intégrera les combattants de la Zone autonome d'Alger jusqu’à la fin de la guerre en 1962.
Il est titulaire d'un DES en communication et diplômé de la faculté de droit et sciences économiques. Après l'indépendance, il occupe plusieurs postes dans des institutions étatiques, dont Wali délégué à la sécurité, successivement à Djelfa et à Adrar, avant d'être nommé délégué à la sauvegarde de la casbah d'Alger.
Il a occupé le poste du président de la « Fondation Casbah » créée en 1991, dans le but de protéger et préserver la médina d'Alger classée en 1992, patrimoine de l'humanité de l'Unesco. Il avait également créé un comité national afin de restituer le canon Baba Merzoug, qui se trouve actuellement à Brest, en France.
Il se fera plus connaître du grand public à travers ses émissions de radio sur la casbah d'Alger, notamment Mazghena puis Tahouissa fi Tarikh (« Ballade à travers l'histoire »), diffusée chaque matin sur les ondes de la radio algéroise El Bahdja.

## Fonctions institutionnelles occupées
- Président de la Fondation Casbah[7].
- Chef de bureau central de la coopération à la présidence de la République.
- External officer à l'Organisation mondiale de la propriété intellectuelle (ONU/Genève)
- Chargé de mission à la présidence.
- Wali délégué à Adrar et à Djelfa.
- Conseiller du ministre gouverneur du Grand-Alger.
- Wali délégué à la sauvegarde de la casbah d'Alger.
- Conseiller auprès du ministre de l'Aménagement du territoire, de l'Environnement et du Tourisme.

## Ouvrages
Auteur de plusieurs livres sur Alger,dont :
- L'Histoire fabuleuse de Raïs Hamidou.
- Fatima El Maâkra.
- Sidi Flih.
- L'Invasion d'Alger.